# Hjärtslag (musikalbum)
Hjärtslag är den svenske bluesmusikern Rolf Wikströms andra studioalbum som soloartist, utgivet på skivbolaget Alternativ 1977.

## Låtlista
A
1. "Djupast in i det blå" – 3:57
2. "Lilla flicka Ellinor" – 4:29
3. "Charlie som avelsgris" – 5:18
4. "Sjunkande skepp" – 6:37

B
1. "Jag vill dansa boogie-woogie" – 3:39
2. "Tretton rätt" – 5:11
3. "Om allt vatten var whiskey" – 4:27
4. "Din kärlek gör mig stark" – 8:39

## Medverkande
- Ulf Adåker – trumpet, flygelhorn
- Christer Eklund – tenorsaxofon
- Lasse Holmberg – altsaxofon, vibrafon, synthesizer, stråkmaskin
- Olle Steinholtz – elbas
- Rolf Wikström – sång, gitarr, klockspel
- Hans-Olof Åhlén – flygel, elpiano, stråkmaskin
- Peter Öberg – trummor, gurka